# Estadi Giuseppe Meazza
L'Estadi Giuseppe Meazza és un estadi al barri de San Siro a la ciutat de Milà, pel que és també conegut pel nom de San Siro. Va ser inaugurat el 19 de setembre de 1926. Actualment té una capacitat de 80.018 espectadors amb  unes dimensions de camp de 105×68 metres. L'estadi és de propietat municipal i és compartit pels dos grans clubs de la ciutat, l'AC Milan i l'Inter de Milà. Porta el nom de l'exfutbolista dels anys 1930 Giuseppe Meazza. És un dels 23 estadis d'elit de la UEFA.

## Història
La construcció va començar el 1925 al districte de San Siro, que li va donar el seu primer nom, seguint una iniciativa del llavors president de l'AC Milan, Piero Pirelli.
Es va estrenar amb el partit de l'Inter de Milà contra l'AC Milan el 19 de setembre del 1926, L'Inter va guanyar 6 a 3. El 3 de març del 1980 va ser rebatejat en honor de Giuseppe Meazza, bicampió del món amb Itàlia i exjugador de l'Inter de Milà. Sovint es coneix encara l'estadi amb el seu nom antic, San Siro, especialment per part d'aficionats milanistes.
L'Inter de Milà hi va començar a jugar de local des del 1947.
El 2 juny del 2007 Laura Pausini va ser la primera dona de la història en cantar en aquest estadi  amb 70.000 aficionats de tot el món.
L'estadi també ha acollit dos partits de rugbi de la selecció italiana: el 1988 contra Romania i el 2009 contra Nova Zelanda.